# When the king enjoys his own again
 (août 2024).
La mise en forme du texte ne suit pas les recommandations de Wikipédia : il faut le « wikifier ».
Les points d'amélioration suivants sont les cas les plus fréquents. Le détail des points à revoir est peut-être précisé sur la page de discussion.
- Les titres sont pré-formatés par le logiciel. Ils ne sont ni en capitales, ni en gras.
- Le texte ne doit pas être écrit en capitales (les noms de famille non plus), ni en gras, ni en italique, ni en « petit »…
- Le gras n'est utilisé que pour surligner le titre de l'article dans l'introduction, une seule fois.
- L'italique est rarement utilisé : mots en langue étrangère, titres d'œuvres, noms de bateaux, etc.
- Les citations ne sont pas en italique mais en corps de texte normal. Elles sont entourées par des guillemets français : « et ».
- Les listes à puces sont à éviter, des paragraphes rédigés étant largement préférés. Les tableaux sont à réserver à la présentation de données structurées (résultats, etc.).
- Les appels de note de bas de page (petits chiffres en exposant, introduits par l'outil «  Source ») sont à placer entre la fin de phrase et le point final[comme ça].
- Les liens internes (vers d'autres articles de Wikipédia) sont à choisir avec parcimonie. Créez des liens vers des articles approfondissant le sujet. Les termes génériques sans rapport avec le sujet sont à éviter, ainsi que les répétitions de liens vers un même terme.
- Les liens externes sont à placer uniquement dans une section « Liens externes », à la fin de l'article. Ces liens sont à choisir avec parcimonie suivant les règles définies. Si un lien sert de source à l'article, son insertion dans le texte est à faire par les notes de bas de page.
- La présentation des références doit suivre les conventions bibliographiques. Il est recommandé d'utiliser les modèles {{Ouvrage}}, {{Chapitre}}, {{Article}}, {{Lien web}} et/ou {{Bibliographie}}. Le mode d'édition visuel peut mettre en forme automatiquement les références.
- Insérer une infobox (cadre d'informations à droite) n'est pas obligatoire pour parachever la mise en page.

Pour une aide détaillée, merci de consulter Aide:Wikification.
Si vous pensez que ces points ont été résolus, vous pouvez retirer ce bandeau et améliorer la mise en forme d'un autre article.
When the king enjoys his own again (parfois connu sous le titre The king shall enjoy his own again) est une ballade cavalière écrite par Martin Parker pendant la guerre civile anglaise et publiée pour la première fois en 1643. Il a été adopté plus tard par les Jacobites. Selon l'historien Dr Bernard Capp, cette chanson était peut-être la chanson la plus populaire au milieu du XVIIe siècle en Angleterre. Le critique du XVIIIe siècle Joseph Ritson l'a qualifié de « l'air le plus célèbre et le plus populaire jamais entendu dans ce pays ».

## Paroles
| Let rogues and cheats prognosticate Concerning king's or kingdom's fate I think myself to be as wise As he that gazeth on the skies My sight goes beyond The depth of a pond Or rivers in the greatest rain Whereby I can tell That all will be well When the King enjoys his own again Yes, this I can tell That all will be well When the King enjoys his own again There's neither Swallow, Dove, or Dade Can soar more high or deeper wade Nor show a reason from the stars What causeth peace or civil wars The man in the moon May wear out his shoon By running after Charles his wain But all's to no end, For the times will not mend Till the King enjoys his own again Yes, this I can tell That all will be well When the King enjoys his own again Full forty years this royal crown Hath been his father's and his own And is there anyone but he That in the same should sharer be? For who better may The sceptre sway Than he that hath such right to reign? Then let's hope for a peace, For the wars will not cease Till the king enjoys his own again Yes, this I can tell That all will be well When the King enjoys his own again |  | Though for a time we see Whitehall With cobwebs hanging on the wall Instead of gold and silver brave Which formerly he was wont to have With rich perfume In every room, Delightful to that princely train Yet the old again shall be When the time you see That the King enjoys his own again Yes, this I can tell That all will be well When the King enjoys his own again Then fears avaunt, upon the hill My hope shall cast her anchor still Until I see some peaceful dove Bring home the branch I dearly love Then will I wait Till the waters abate Which now disturb my troubled brain Then for ever rejoice, When I've heard the voice That the King enjoys his own again Yes, this I can tell That all will be well When the King enjoys his own again |

### Paroles alternatives[3]
What Booker doth prognosticate

Concerning kings' or kingdoms' fate?

I think myself to be as wise

As he that gazeth on the skies;

My skill goes beyond the depth of a pond,

Or rivers in the greatest rain,

Thereby I can tell all things will be well

When the King enjoys his own again.

There's neither swallow, dove, nor dade,

Can soar more high, or deeper wade,

Nor show a reason from the stars

What causeth peace or civil wars;

The Man in the Moon may wear out his shoon

By running after Charles his wain:

But all's to no end, for the times will not mend

Till the King enjoys his own again.

Though for a time we see Whitehall

With cobwebs hanging on the wall

Instead of silk and silver brave,

Which formerly it used to have,

With rich perfume in every room,

Delightful to that princely train,

Which again you shall see, when the time it shall be,

That the King enjoys his own again.

Full forty years the royal crown

Hath been his father's and his own;

And is there any one but he

That in the same should sharer be?

For who better may the sceptre sway

Than he that hath such right to reign?

Then let's hope for a peace, for the wars will not cease

Till the King enjoys his own again.

Did Walker no predictions lack

In Hammond's bloody almanack?

Foretelling things that would ensue,

That all proves right, if lies be true;

But why should not he the pillory foresee,

Wherein poor Toby once was ta'en?

And also foreknow to the gallows he must go

When the King enjoys his own again? (1)

Till then upon Ararat's hill

My hope shall cast her anchor still,

Until I see some peaceful dove

Bring home the branch I dearly love;

Then will I wait till the waters abate

Which now disturb my troubled brain,

Else never rejoice till I hear the voice

That the King enjoys his own again.